# Луфтвафе
Луфтвафе (на немски: Luftwaffe – въздушно оръжие) е названието на германските военновъздушни сили.

## История

### Луфтвафе на Третия райх (1933 – 1945)
След разгрома на Германската империя през Първата световна война, Версайският договор забранява на Германия да притежава каквито и да било моторни самолети. Германското правителство успява да заобиколи тази забрана, като сключва секретен договор със Съветския съюз. Той дава възможност в СССР да се обучават тайно от 1923 до 1933 г. средногодишно по 240 германски пилоти, главно на летището Липецк, а също да се експериментират нови конструкции на самолети. Тази база се нарича официално 4-ти авиоотряд на 40-и авиополк на Червената армия. Тези пилоти образуват ядрото на Луфтвафе, създадено след като Адолф Хитлер и неговата Националсоциалистическа партия идват на власт през 1933 г.
Луфтвафе е създадено официално на 9 март 1935 г. като самостоятелен род войска с персонал 18 200 души. Главнокомандващ е райхсмаршал Херман Гьоринг, по това време герой от Първата световна война, въздушен ас с 35 победи.
Луфтвафе натрупва първия си боен опит в гражданската война в Испания, която се превръща в изпитателен полигон за немските самолети. 7000 доброволци от легиона „Кондор“ участват на страната на националистите на генерал Франсиско Франко. В хода на военните действия се разработват много нови тактически прийоми.
Човешките ресурси на Луфтвафе нарастват от 600 000 души в началото на Втората световна война на 1 100 000 в края на 1942 г. Но по-късно поради липса на гориво и резервни части за самолетите част от персонала е изпратена да воюва в така наречените полеви дивизии (Luftwaffen-Felddivisionen). С напредването на войната се налага все повече сектори на фронтовете да се обслужват от все по-малко самолети, пилотирани от недообучени летци. Поради липса на самолети, на гориво, а и на време задължителните часове за обучение на пилотите се намаляват от 260 през 1942 г. на 110 през 1943 г., а накрая на 50 през 1944 г.
До края на 1942 г. Луфтвафе се използва основно като настъпателна сила, въздушна поддръжка на настъпващата германска армия. През 1943 г. нещата се обръщат. СССР започва контранастъпление от изток, Западните Съюзници настъпват в Африка, а самата Германия става обект на масирани нападения от съюзнически тежки бомбардировачи. С това и задачата на Луфтвафе става от нападателна на отбранителна.

## Съвременно оборудване
| Машина                    | Произход     | Тип                       | Вариант             | В експлоатация | Бележки                                                                              |
| ------------------------- | ------------ | ------------------------- | ------------------- | -------------- | ------------------------------------------------------------------------------------ |
| Еърбъс А310               | Франция      | транспортенвъзд. цистерна | А310-304А310 MRTT   | 7              |                                                                                      |
| Еърбъс A319CJ             | Германия     | VIP транспорт             | A319-114CJ          | 0              | 2 поръчани                                                                           |
| Еърбъс A340               | Франция      | VIP транспорт             | А340-300            | 0              | 2 бивши самолета на Луфтханза ще влязат в експлоатация през 2009                     |
| Еърбъс A400M              | Испания      | транспорт / цистерна      | А400М               | 0              | 60 поръчани                                                                          |
| Bell UH-1                 | САЩ          | транспортен вертолет      | UH-1D               | 73             | конструирани от Dornier                                                              |
| Bombardier Challenger 600 | Канада       | VIP транспорт             | CL-601              | 6              |                                                                                      |
| RQ-4 Global Hawk          | САЩ Германия | разузнавателен БЛА        | RQ-4B Block 20      | 0              | 5 поръчани, ще бъдат конструирани от Northrop Grumman и оборудвани с прибори на EADS |
| Bombardier Global Express | Канада       | VIP транспорт             | Global Express 5000 | 0              | 4 поръчани                                                                           |
| T-6 Texan II              | САЩ          | учебен самолет            | Т-6А                | ?              | Летят със знаците на американските ВВС                                               |
| Eurocopter Couger         | Франция      | транспортен вертолет      | AS 532U-2           | 3              |                                                                                      |
| Eurofighter Typhoon       | Германия     | изтребител                | EF-2000             | 40             | още 140 поръчани                                                                     |
| Grob G 120                | Германия     | учебен самолет            | G-120               | 6              | базирани в Аризона, САЩ                                                              |
| F-4 Phantom II            | САЩ          | изтребител                | F-4F                | 44             | в експлоатация до 2012, ще бъдат заменени от Eurofighter Typhoon                     |